# الهيئة القومية للاتصالات (السودان)
الهيئة القومية للاتصالات جهاز حكومي خدمي يختص بوضع السياسات واللوائح والنظم التي تنظم خدمة الاتصالات في السودان.
أنشأت في سبتمبر من عام 1996 بهدف توفير إطار تنظيمي فعّال وضوابط مناسبة لضمان المنافسة الشريفة وحماية مصالح المشتركين. تمارس مهامها التنظيمية باستقلالية مناسبة وسلطات واختصاصات شاملة لأداء واجباتها بصورة فعالة.
في عام 2018 تمت إجازة القانون الجديد للاتصالات والبريد والذي جاء بديلاً لقانون الاتصالات للعام 2001، والذي بموجبه تغير مسمى الهيئة القومية للاتصالات ليصبح بمسمى جديد وهو جهاز تنظيم الاتصالات والبريد.
جهاز تنظيم الاتصالات والبريد هو الجهاز التنظيمي المسؤول عن تنظيم الاتصالات والبريد في السودان. يقع المقر الرئيسي له في مدينة الخرطوم ويجوز له إنشاء فروع في كل ولايات السودان.
يخضع لإشراف الوزير المسؤول عن قطاع الاتصالات في تنفيذ واجباته، والوفاء بمهامه وممارسة صلاحياته، حيث يقوم الوزير المختص بتحديد الاتجاهات والمبادئ التوجيهية للسياسة العامة للمؤسسة وفقا لسياسات وخطط الدولة.((((( ومن الشخصيات التي شغلت في مناصب البريد هو
إبراهيم ابوالقاسم العوض ناصر
الام:امنه الامين عمر
تاريخ الميلاد:١٩٠٦
الدراسة:
-مدرسه الهلالية الغربية
-مدرسه رفاعه
-كليه غردون
العمل :
-مصلحه البريد والبرق
ترقى في الوظائف حتي مفتش عام البريد والبرق في السودان
- عمل في توطين اهالي حلفا
```
-المدير المالي والإداري في صوامع الغلال في بورتسودان
```

تاريخ الوفاة: الهلالية عام ١٩٨٠ رحمه الله

## المهام والاختصاصات
- وضع خطط وسياسات ونظم تقديم خدمات الاتصالات في السودان.
- الترخيص بالعمل في مجال أنشطة الاتصالات.
- وضع المواصفات للنظم والأجهزة والمعدات المستخدمة في مجال الاتصالات.
- حماية التزامات الدولة ومتطلباتها في مجال الدفاع القومي والطوارئ والسياسات الإقليمية والدولية بالتنسيق مع الجهات المعنية.
- التنسيق مع الجهات المختصة فيما يتعلق بتجميع واستيراد وتصنيع أجهزة ومعدات ومواد نظم الاتصالات المختلفة.
- وضع أسس تنظيم وتوظيف وترخيص استخدام الترددات والأجهزة اللاسلكية مع مراعاة الجوانب الأمنية.
- تنظيم قطاع الاتصالات وتوفير خدمات اتصالاتية جيدة تلبي حاجة الراغبين وتواكب التقنية.
- مراقبة استخدام الطيف الترددي بما يتفق مع اللوائح والالتزامات الدولية.
- تنظيم دخول واستخدام أجهزة الاتصالات وفقاً للضوابط والمواصفات القياسية.
- مراقبة أداء مقدمي خدمات الاتصالات وتقويم الأداء بما في ذلك رقابة أسعار الخدمات.
- اعتماد خطة ترقيم وطنية لخدمات الاتصالات.
- نشر الوعي العام ورفع اهتمام الجمهور بقطاع الاتصالات ودوره في وضع التنمية الاقتصادية والاجتماعية [3]

## روابط خارجية
- الموقع الرسمي
- موقع الهيئة